# Свято-Макаріївська вулиця
Вулиця Свято-Макаріївська - вулиця у центральній частині міста Черкаси, Черкаської області в Україні.

## Розташування
Вулиця починається від вулиці Небесної Сотні, простягається на захід і впирається у вулицю Смілянську.

## Опис
Вулиця неширока, по 1 смузі руху в кожний бік.

## Архітектура
По вулиці розташований Соборний сквер.

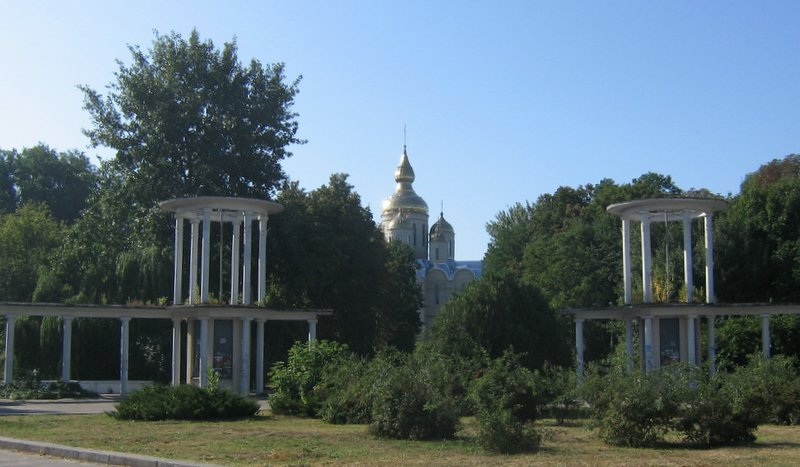
Соборний сквер м. Черкаси

## Походження назви
Вулиця була утворена 1879 року і до 1893 року існувала як Перша Кладовищенська (через розташування цвинтаря на території сучасного Соборного парку).
Потім, після 1923 року, була перейменована на вулицю Леніна. Під час німецької окупації 1941—1943 років носила назву на честь Богдана Хмельницького. 21 липня 2015 року вулиця Леніна була розділена на дві частини та перейменована: відтак, з'явилися Вулиця Небесної Сотні (Черкаси) (до вулиці Надпільної) та Свято-Макаріївська.